# Haldex

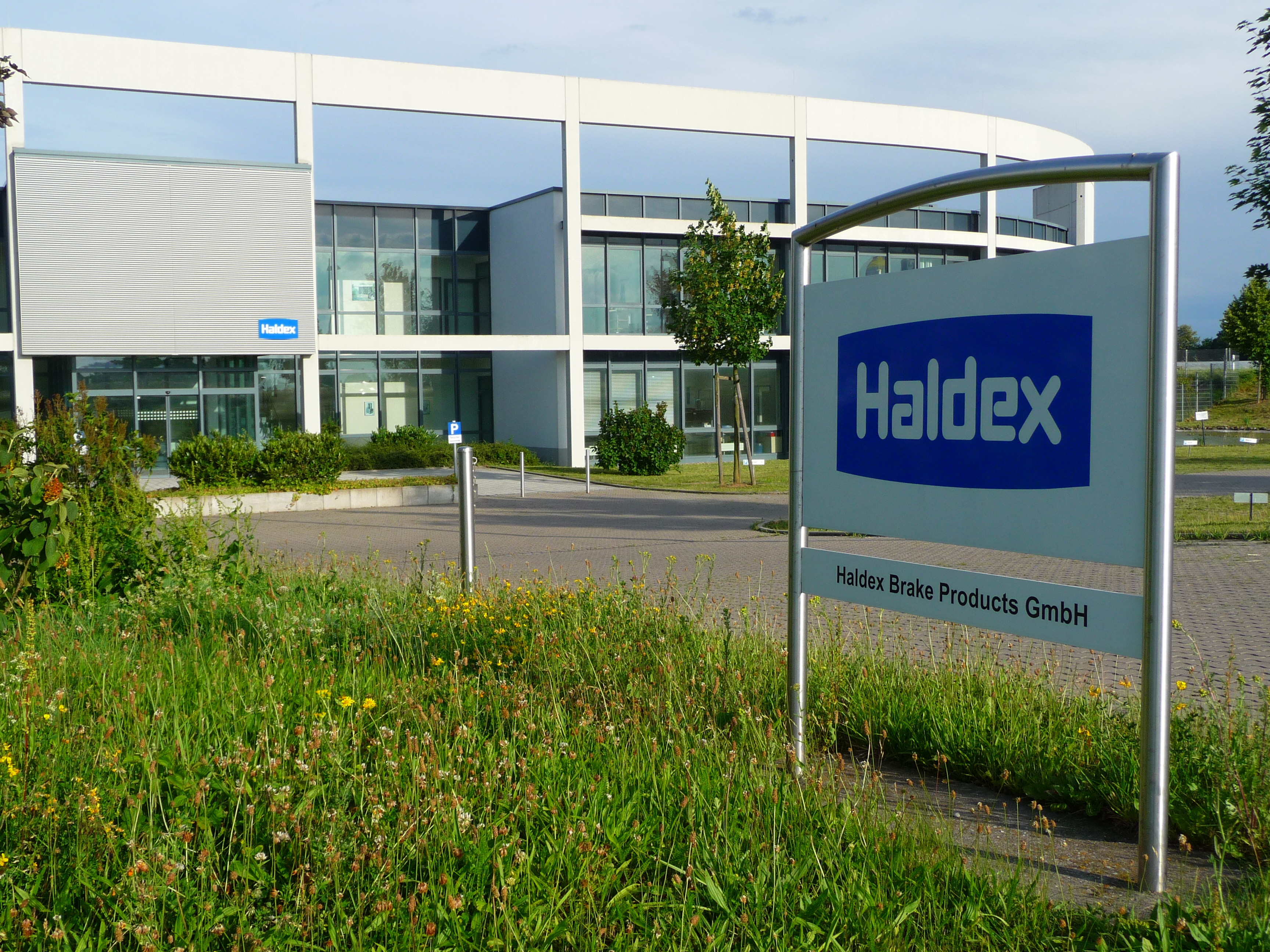
Blick auf das ehemalige Werk in Heidelberg-Wieblingen

Haldex ist ein schwedisches Unternehmen, welches als Zulieferer für die Automobilindustrie weltweit tätig ist.
Zum März 2023 wurde das Unternehmen von SAF-Holland übernommen.

## Produkte
Haldex fertigt Brems-, Hydraulik-, Antriebssysteme sowie Federstahldrähte (Garphyttan) für zahlreiche Fahrzeughersteller. Das wohl bekannteste Produkt des Unternehmens Haldex ist die in Kooperation mit Volkswagen entwickelte Haldex-Kupplung, die unter anderem in den Allradsystemen Syncro von Volkswagen und quattro von Audi eingesetzt wird.
Die Sparte Haldex Garphyttan ist seit 1927 Produzent von öl-schlußvergüteten Ventilfederstahldrähten, nichtrostenden Drähten sowie Flach- und Profildrähten für die Zulieferer der Automobilindustrie.